# Henri-Auguste Duval
Henri-Auguste Duval (* 28. April 1777 in Alençon; † 16. März 1814 in Paris) war ein französischer Arzt und Botaniker. Sein offizielles botanisches Autorenkürzel lautet „Duval“.

## Leben und Wirken
Henri-Auguste Duval studierte an der Universität Paris Medizin und schrieb seine Dissertation über Pyrosis. Bekannt wurde er durch den 1809 erschienenen Katalog Plantae succulentae in horto Alenconio. Darin wurden auf 18 Seiten die in Alençon wachsenden Sukkulenten aufgeführt und erstmals die  Pflanzengattungen Gasteria, Haworthia und Ligularia beschrieben.
1813 veröffentlichte er noch ein Supplement zum Werk von J. D. Dupont Double flore parisienne ou description de toutes les espèces qui croissent naturellement aux environs de Paris.

## Dedikationsnamen
Adrian Hardy Haworth benannte ihm zu Ehren die Gattung Duvalia der Pflanzenfamilie der Hundsgiftgewächse (Apocynaceae).
Auch die Gattung Duvaliandra M.G.Gilbert der Pflanzenfamilie der Seidenpflanzengewächse (Asclepiadaceae) ist nach ihm benannt.

## Werke
- Démonstrations botaniques, ou analyse du fruit, considéré en général. Paris, 1808
- Essai sur le pyrosis ou fer-chaud. Paris, 1809 – Dissertation
- Plantae succulentae in horto Alenconio, Paris, 1809
- Supplément contenant toutes les plantes nouvelles à l’ouvrage de J.D. Dupont. Paris, 1813